# Вигерс, Карл
Карл Вигерс (англ. Karl Eugene Wiegers; род. 4 октября 1953) — американский инженер-программист, консультант в сфере разработки программного обеспечения, менеджмента и улучшения процессов. Известен как автор множества книг и статей, посвященных анализу требований к программному обеспечению и проектному менеджменту. Наиболее известна его книга Разработка требований к программному обеспечению (Software Requirements), выдержала несколько переизданий.

## Биография
Получил степень бакалавра (1973) и магистра (1975) по химии в колледже штата Айдахо в Бойсе, а также степень кандидата наук в органической химии (1977) в Иллинойсском университете.
Проработал 18 лет в компании Kodak, с 1979 по 1998, вначале как научный сотрудник, а затем как программист, менеджер и ведущий специалист по улучшению процессов и качества.
В 1997 году основал компанию Process Impact, которая занимается тренингами и консультациями по улучшению процессов разработки программного обеспечения.
Музыкант-любитель, играет на гитаре с 12 лет, написал множество песен.